# Квартсекстаккорд
Квартсекстаккорд — аккорд из трёх звуков, второе обращение трезвучия, при котором квинтовый тон трезвучия располагается в басовом голосе. В стандартном цифровом обозначении ({\displaystyle {}_{4}^{6}}) зафиксирована интервальная структура описываемого аккорда: кварта и секста (оба интервала считаются от баса).

## Описание
Трезвучие имеет два обращения, названия которым даются в соответствии с интервалами, образующимися между звуками при помещении их в пределах одной октавы. Обращение трезвучия, при котором в нижнем голосе помещается его квинтовый тон, а верхние при наиболее тесном расположении образуют кварту и сексту, называется квартсекстаккордом. Название сохраняется при любом расположении верхних тонов, например, в случае, если расстояние между квинтовым и основным тонами трезвучия в квартсекстаккорде не кварта, а ундецима (кварта через октаву).
Из-за кварты над басом квартсекстаккорд трактуется как диссонанс. В тональной гармонии неустойчивость квартсекстаккорда усугубляется образованием функционального противоречия между басом и верхними голосами. По этой причине тонический квартсекстаккорд по правилу разрешается в доминанту, то есть трактуется как двойное задержание к доминантовому трезвучию. Наиболее характерен указанный оборот для каденций, а квартсекстаккорд первой ступени, появляющийся в условиях заключительного построения, получил название кадансового.
В гармонии классического стиля квартсекстаккорды (вне каденций) используются преимущественно в проходящих и вспомогательных оборотах, стимулирующих мелодическое движение в условиях гармонической статики. В композиторской практике начиная с XX века квартсекстаккорд встречается как самостоятельная гармония.

## Разновидности
| Виды квартсекстаккордов | Виды квартсекстаккордов | Виды квартсекстаккордов |
| Название                | Секста                  | Интервальный состав     |
| ----------------------- | ----------------------- | ----------------------- |
| Малый (минорный)        | малая                   | ч.4 + м.3               |
| Большой (мажорный)      | большая                 | ч.4 + б.3               |

### Комментарии
1. ↑  Вид сексты (большая, малая) в стандартном цифровом обозначении не уточняется.
2. ↑  Обозначение кварты над басом как диссонанса восходит к правилам, сложившимся в европейской музыке в эпоху строгого стиля (терция и секста в аналогичных условиях считались консонансами).
3. ↑  И проходящие, и вспомогательные обороты являются функционально однородными гармоническими блоками.